# López, Chihuahua
López là một đô thị thuộc bang Chihuahua, México. Năm 2005, dân số của đô thị này là 3914 người.